# 데이비드 P. 칼레오
데이비드 P. 칼레오(David P. Calleo, 본명: 데이비드 패트릭 칼레오, David Patrick Calleo, 1934년 7월 19일 – 2023년 6월 15일)는 미국의 정치학자로 존스 홉킨스 대학교 국제학대학원에서 학장 애치슨 교수 및 대학 교수직을 역임했다. 1968년부터 2012년 5월까지 40년 이상 SAIS 유럽 연구 프로그램의 책임자로 재직했다. 칼레오는 유럽과 유럽의 미래에 관한 유명한 미국 이론가였다.

## 어린 시절
데이비드 패트릭 칼레오는 1934년 7월 19일 뉴욕주 빙엄턴에서 태어났다. 예일 대학교에서 학사 및 박사 학위를 취득했으며, 예일 정치 연합 회장을 역임했으며 학부 시절에는 원고 협회 회원이었다.